# Graphisoft
Graphisoft SE — компания, входящая в состав концерна Nemetschek. Занимается разработкой архитектурного программного обеспечения, основанного на технологии информационного моделирования зданий (BIM). Штаб-квартира Graphisoft расположена в Будапеште, Венгрия. Graphisoft имеет дочерние компании в Германии, США, Японии, Великобритании, Бразилии, Сингапуре, Китае, Мексике и Италии. На территории России и стран СНГ действует отдельное представительство компании. Флагманский продукт — приложение Аrchicad, выпускающееся с 1984 года для платформ Windows и Mac.

## Продукты

### Graphisoft Archicad
Аrchicad — это приложение для комплексного архитектурного проектирования, включающее в себя инструменты создания 3D-модели, 2D-документации, визуализации и расчетов. В основе Archicad лежит технология Виртуального Здания, разработанная компанией Graphiosft в 1984 году и также известная как Информационное Моделирование Зданий (BIM).

### Graphisoft BIM Сервер
Graphisoft BIM Server (TeamWork 2.0) - это приложение, предназначенное для организации совместной работы над проектами в среде Archicad. Технология DeltaServer, положенная в основу второго поколения TeamWork, позволяет передавать только измененные данные, снижая таким образом нагрузку на компьютерные сети. Начиная с Archicad 13 Graphisoft BIM Сервер входит в стандартную поставку приложения.

### Graphisoft MEP Modeler
Graphisoft MEP Modeler — это расширение для Archicad, выпускаемое компанией Graphisoft и предназначенное для работы с инженерными сетями. Аббревиатура MEP означает Mechanical/Electrical/Plumbing (Вентиляция/Электрика/Водоснабжение и Канализация). MEP Modeler позволяет создавать, редактировать или импортировать элементы инженерных сетей и выполнять Обнаружение Коллизий этих элементов с конструктивными элементами Информационной Модели Здания Archicad.

### Graphisoft EcoDesigner
Graphisoft EcoDesigner — это расширение, созданное компанией Graphisoft и выпускавшееся для Archicad версий 14–16. Начиная с Archicad 17 часть функций EcoDesigner была реализована непосредственно в Archicad в виде функции Оценки Энергоэффективности. В то же время было выпущено расширение EcoDesigner STAR, обладающее дополнительными возможностями по сравнению с EcoDesigner.

### Graphisoft BIMx
Приложение BIMx, изначально называвшееся Virtual Building Explorer, это приложение интерактивной демонстрации проектов, созданных в Archicad. Навигация по моделям напоминает управление в видеоиграх. Существуют версии для настольных компьютеров и для мобильных устройств на базе iOS и Android.

## История
Компания Graphisoft была основана в 1982 году Габором Бояром (Gábor Bojár). Он был главой математического отдела в Геофизическом институте Будапешта, где разработал программное обеспечение для моделирования местности на микрокомпьютерах, и ушёл в 1980 году, когда институт отказался поддерживать дальнейшую работу над его проектом.
Через некоторое время совладельцами компании стали Габор Иштван Тари (Gábor István Tari) и Питер Хамор (Péter Hámor). Спустя полгода после основания компании удалось заключить контракт на разработку трехмерной модели систем охлаждения атомной электростанции, расположенной в венгерском городе Пакш (Paks).
В процессе моделирования трубопроводов (на основе выполненных вручную 2D-чертежей) были созданы две технологии, которые впоследствии легли в основу Archicad. Первая технология появилась из-за необходимости импорта данных 2D-планов и была названа языком GDL.
Появление второй технологии было обусловлено необходимостью удаления в модели линий невидимого контура. В это время в большинстве существовавших на тот момент приложений применялось одно из двух решений. Первое решение, как правило, использовавшееся для мониторов с низким разрешением, не обеспечивало нужной точности отображения и детализации трубопроводов. Второе решение, реализованное в традиционных трехмерных САПР, требовало использования высокопроизводительных компьютеров, а у компании не было вообще ни одного компьютера.
Габор Бояр смог создать собственный программный код, определявший видимые и невидимые элементы модели и обладавший относительно небольшими требованиями к производительности.
Большую часть денег, полученных за проект Пакш, молодая компания вложила в маркетинг, выпустив брошюры, рекламирующие разработанное программное обеспечение.
На венгерском языке программа получила название AGOTA (аббревиатура от Általános Geometriai Objectum-rendszerek Térbeli Ábrázolása / 3D Представление Универсальных Геометрических Систем). На английском языке программа называлась PUGOS (3D Presentation of Universal Geometric Object Systems). Год спустя появилось немецкое название RADAR (Raumliche Darstellung).
Первая публичная демонстрация программного обеспечения, состоявшаяся осенью 1983 года на Мюнхенской выставке, позволила Graphisoft наладить контакты с различными производителями компьютеров (Apple, Sony, Mitsubishi, Commodore). Изначально основатели компании хотели заключить договоры только на адаптацию и установку своего приложения на недорогие персональные компьютеры с почасовой оплатой (около 100 немецких марок в час), предоставив право дистрибуции своей программы производителям компьютеров. Однако компания Apple, с которой в конечном итоге удалось заключить соглашение, отказалась приобретать право собственности на RADAR, ограничившись поддержкой и помощью в адаптации программы для компьютеров Apple.
Стив Джобс оценил ранние разработки в области 2D/3D архитектурных САПР, которые сделал Бояр. В середине февраля 1984 года компания Apple передала Graphisoft четыре новейших компьютера Apple Lisa и 30 000 немецких марок (10 500 долларов США) наличными на маркетинговые цели. Общая сумма материальной поддержки составила более 100 000 марок (35 000 долларов).
В свою очередь, компания Graphisoft взяла на себя обязательство адаптировать RADAR для компьютеров Lisa к выставке в Ганновере, которая должна была состояться 4 апреля 1984 года, то есть через шесть недель.
Полученные компьютеры подпадали под эмбарго КоКом, поэтому Габор Бояр не рискнул сразу перевозить их в Венгрию, даже подписав документ, запрещающий передавать эти компьютеры любому гражданину любой страны, на которую распространялось действие эмбарго. Вся адаптация RADAR была выполнена в Мюнхене на съемной квартире. К этому моменту в Graphisoft появился четвертый партнер — Лорант Сабо (Lóránt Szabó).

На выставке в Ганновере компания Graphisoft продемонстрировала возможности RADAR на примерах моделей трубопроводов Пакш, градостроительных решений, зданий, дизайна кухни и даже обуви. В процессе демонстрации модели инженерных систем на монитор был поставлен выполненный из дерева, пластика и проводов макет части трубопроводов, позволивший по достоинству оценить преимущества 3D-проектирования. 
С 1984 года компания Graphisoft постепенно начала создавать глобальную сеть дистрибьюторов для продвижения своих продуктов практически во всех европейских странах и в Америке.
Версия Archicad 2.0, выпущенная в 1986 году для компьютеров Macintosh, стала большим прорывом для Graphisoft. Это была первая «интегрированная» версия программы, в которой редактирование 2D-планов и создание 3D-модели происходило в одной среде (в Archicad1.0 эти два процесса выполнялись в разных приложениях). 
Большой недостаток первых двух версий Archicad заключался в отсутствии инструментов 2D-черчения и создания документации. По этой причине было выпущено отдельное приложение topCAD (сначала названное BIGRAPH), не получившее широкого распространения, так как рынок 2D САПР уже был занят большим количеством различных приложений.
Продажа за символическую плату исходного кода приложения RAPID, приносившего прибыль, но требовавшего больших ресурсов, позволила в 1986 году сосредоточить все внимание компании на разработке только Archicad.
Версия Archicad 3.1, выпущенная в 1988 году, получила новый пользовательский интерфейс, разработанный под руководством Дюри Юхаса (Gyuri Juhász) — первого профессионального архитектора, начавшего работать в Graphisoft.
Смена политического строя, произошедшая в 1989 году, привела к отмене эмбарго КоКом в отношении Венгрии. Это позволило компании Graphisoft стать на несколько лет дистрибьютором продукции Apple в странах Восточной Европы.
Осенью 1993 года вышла первая версия (Archicad 4.16) для платформы Windows. Эта версия скорее напоминала ранние версии для Macintosh, уступая версиям для Mac в скорости и стабильности. В процессе разработки этой версии был практически полностью переписан код программы. Кроме того, поддержка сразу двух операционных систем привела к отказу от некоторых функций, которые не могли быть реализованы на обеих платформах. На протяжении нескольких следующих лет разница в производительности версий для Mac и Windows сокращалась, пока они не стали практически идентичны друг другу.
В 1994 году выручка компании увеличилась на 70%. Столь существенный прирост прибыли стал возможен не только благодаря поддержке обеих платформ, но и за счёт реализации в Archicad технологии Виртуальной Реальности (VR), созданной Apple.

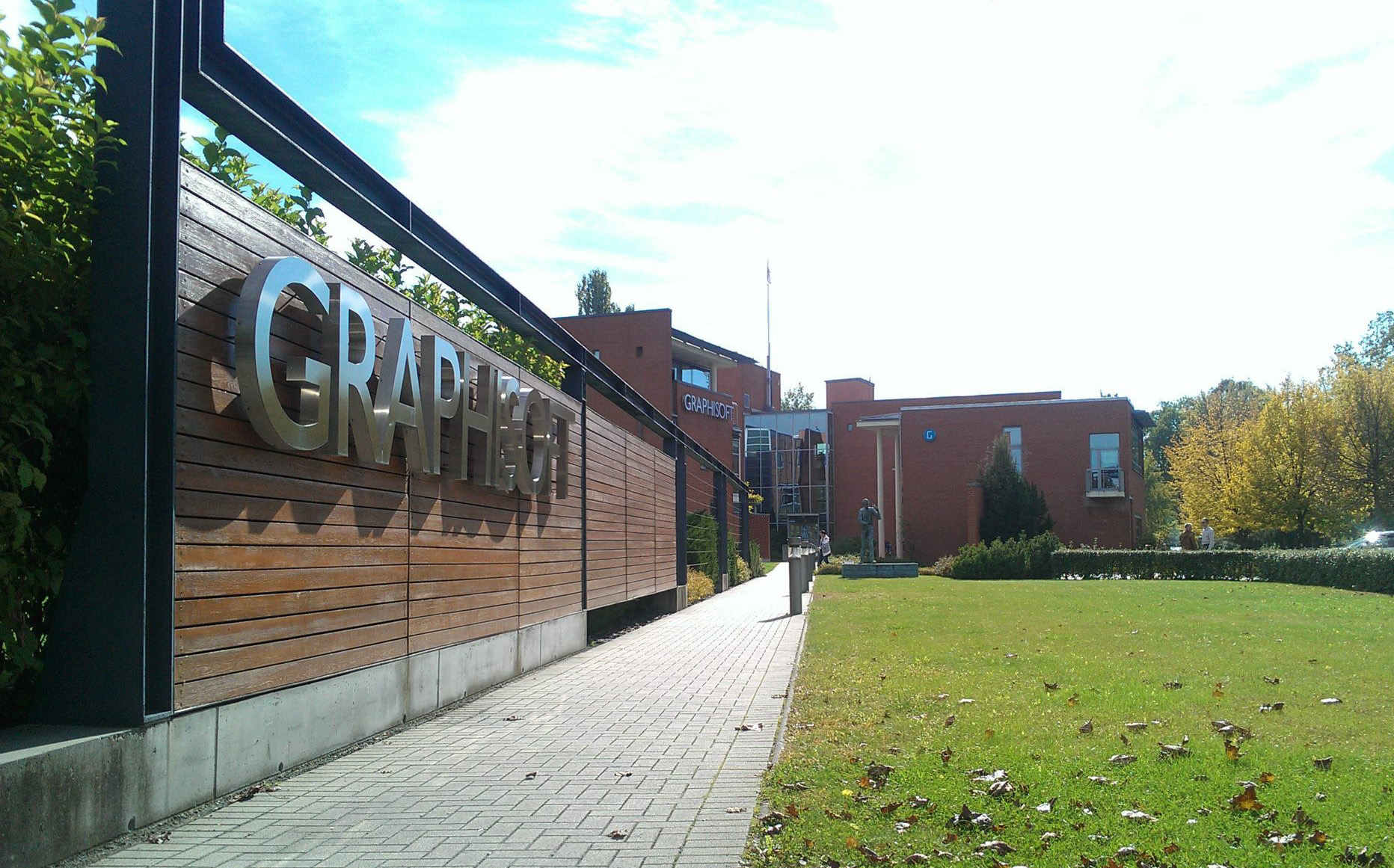
Здание Штаб-Квартиры Graphisoft в Graphisoft Park, Будапешт, Венгрия

Версия Archicad 4.55, вышедшая в 1995 году, и последовавшая за ней версия для группового проектирования (Archicad for TeamWork — 1997 год) принесли компании Graphisoft большое количество наград (Eddy Prize, Codie, Computer Graphics World Award, Награды Выбора Редакций журналов CADENCE и CADALYST).
В феврале 1996 года Graphisoft удалось заключить соглашения с японскими фирмами, инвестировавшими в компанию 7 500 000 долларов. Часть этих денег была потрачена на приобретение участка земли на берегу Дуная в северной части Будапешта и строительство офисного комплекса Graphisoft Park, в котором разместилась новая штаб-квартира Graphisoft. В сентябре 2018 года к своему 20-летнему юбилею Graphisoft Park расширился на 20 000 квадратных метров, в результате чего общая площадь парка увеличилась до 75 000 квадратных метров.
В августе 1996 года компания Graphisoft присоединилась к IAI (International Alliance for Interoperability), позднее переименованному в buildingSMART и занимающемуся разработкой формата межплатформенного обмена данными IFC, поддержка которого началась с Archicad 7.0 (2001 год).
В 1998 году акции Graphisoft начали торговаться на Франкфуртской фондовой бирже, а в 2002 — на Будапештской фондовой бирже.
В 2007 году компания Graphisoft была приобретена концерном Nemetcschek AG (Германия).
Компании Tekla, Graphisoft и другие разработчики программного обеспечения организовали движение Open BIM, направленное на открытое межплатформенное взаимодействие при обмене данными на уровне Информационного Моделирования Зданий.
В 2020 году произошёл ребрендинг компании, в результате которого изменился логотип Graphisoft и регистр букв в названии Archicad (ранее — ArchiCAD).